# Carolina Ferraz
Maria Carolina Álvares Ferraz, née le 25 janvier 1968 à Goiânia, est une actrice brésilienne.